# مهد، عراق
مهد (به لاتین: Mahad) یک منطقهٔ مسکونی در عراق است که در شهرستان شیخان واقع شده‌است.